# Otto Clant

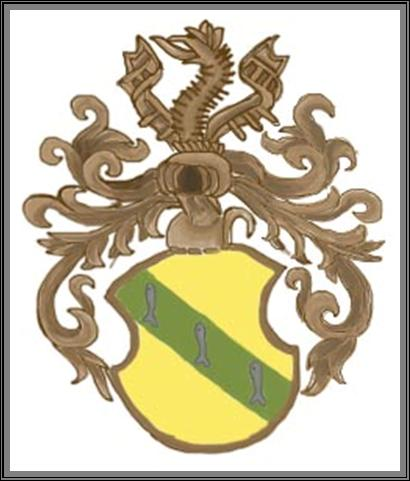
Wappen der Clants

Otto Clant von Scharmer (* 1532 in Groningen; † 1586 in Boxum) war ein niederländischer Jonkheer und Ritter.

## Familie
Otto war verheiratet mit Anna Rengers, Tochter von Melchior Rengers und Griete van Besten. Otto selber war der Sohn von Egbert Clant und Teetke van Nittersum.  Otto und Anna hatten sechs Söhne.

## Leben
Otto Clant wird 1543 namentlich genannt als Besitzer der Burg Het Huis te Scharmer. Als die spanische Armee während des Achtzigjährigen Kriegs im Jahre 1586 Friesland angreifen wollte, mochte Otto sich nicht ergeben und verschanzte sich schließlich in der Kirche des Dorfes Boxum. Die spanische Armee wollte ihm Gnade anbieten. Aber Otto kämpfte weiter, bis er keinen Ausweg mehr sah, sich in eine Flagge einwickelte und so von einer Lanze durchbohrt wurde.